# 利鵬杯新鋭最高位戦
利鵬杯新鋭最高位戦（りほうはい しんえいさいこういせん、이붕배 신예 최고위전）は、韓国の囲碁の若手棋戦。2020年に開始。
- 主催 韓国棋院
- 後援 李鵬奨学会、(1-3期)三源、(4期)サムウォン
- 優勝賞金 1000万ウォン

元韓国棋院理事で、2006年に死去したキム・ヨンソン（김영성、号は利鵬）は、囲碁普及のために1988年から李鵬杯子供囲碁大会を創設していたが、その子であるキム・ハンサン（김한상）が会長を務める李鵬奨学会の後援によりにより、利鵬杯新鋭最高位戦が創設された。
李鵬杯子供囲碁大会の第1期優勝者は睦鎮碩、第8期優勝者は崔哲瀚、その後も多くの棋士がこの大会に出場していた。

## 方式
- 出場者は、第1期は2017年以降に入段した58名と、2016年入段のうち年齢の若い6名の計64名の予選により8名が出場、決勝戦は三番勝負。第2期は2018年以降入団の58名と2018年度以前の入段者8名がトーナメント戦に出場、決勝は一発勝負。第3期は2019年以降の入段者など64名が出場。[2]
- 持時間は、第1期は1手20秒、1分の秒読み5回、2-3期は各1時間、40秒の秒読み5回。5期は初期5分、1手ごとに20秒追加のフィッシャールール

## 歴代優勝者と決勝戦
（左が優勝者）
- 第1期 2020年 文儒彬 2-0 文敏鍾
- 第2期 2021年 金凡瑞 - 玄釉斌
- 第3期 2022年 韓友賑 - 許栄珞
- 第4期 2023年 文敏鍾 - 金奇彦
- 第5期 2024年 金昇珍 2-0 康材宇
- 第6回 2025年 金多彬三段 2-1　すみれ

## 注
1. ↑  韓国棋院「이붕배 신예 최고위전 개막」2020.7.8
2. ↑  韓国棋院「이붕배, 세 번째 시즌 개막!」2022.7.8